# 신성통치종무원

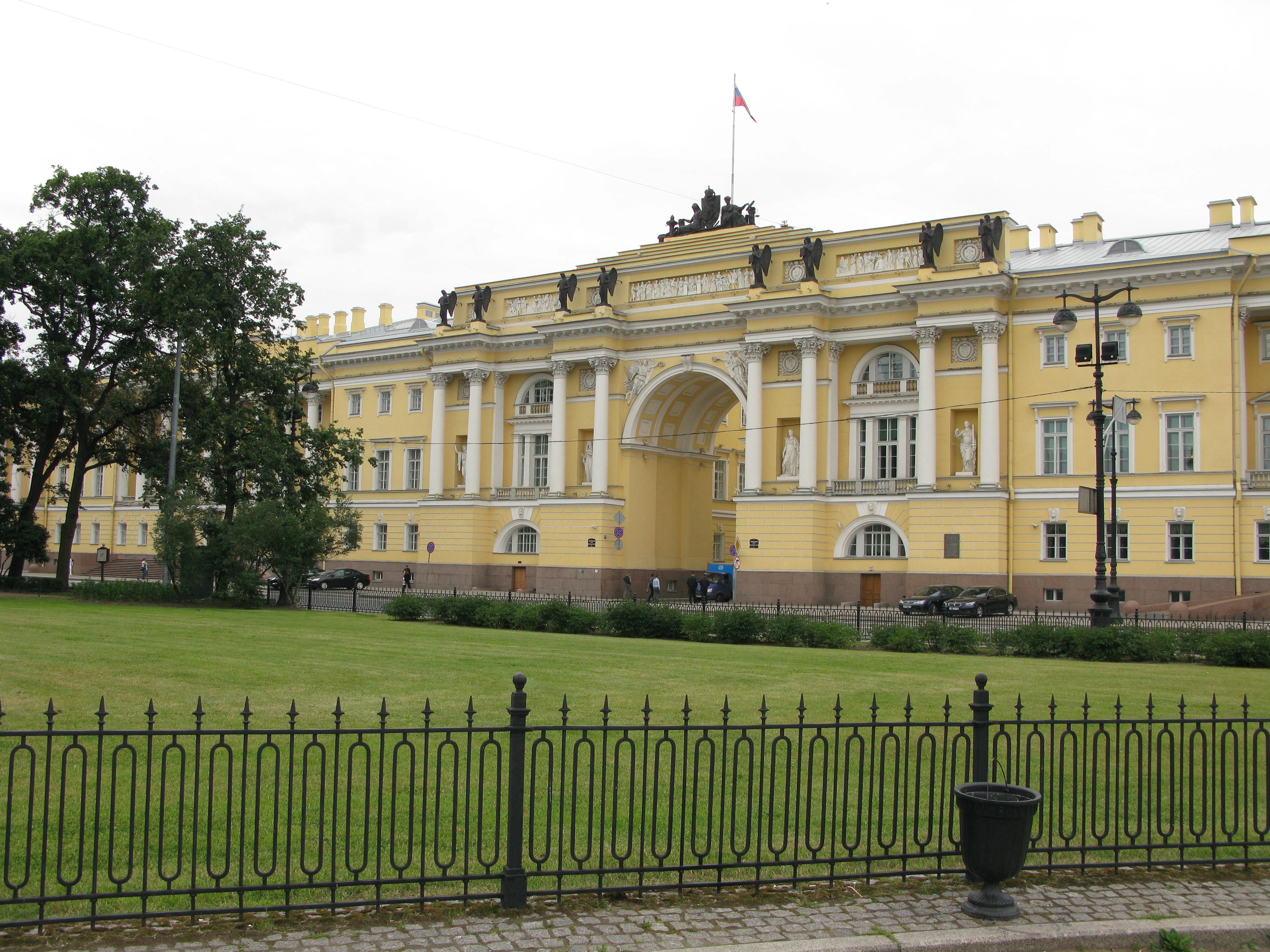
상트페테르부르크의 신성종무원 본원.

신성통치종무원(神聖統治宗務院, 러시아어: Святейший Правительствующий Синод 스뱌테이시이 프라비뗄스뜨부유시이 시노트[*])은 1721년에서 1918년, 즉 러시아 제국 시기 러시아 정교회의 최고 기관이다.
신성통치종무원은 1721년 1월 25일, 표트르 1세의 교회개혁으로써 설립되었다. 표트르 1세는 신성통치종무원을 설립함과 동시에 모스크바 총대주교좌를 폐지시켰다. 신성통치종무원 위원들은 사제 일부와 황제에 의해 임명되는 속인 일부로 구성되었다. 신성통치종무원의 설치는 러시아 정교가 완전히 황제의 통제하에 놓였음을 의미하는 것으로써, 제국이 멸망하고 1918년 총대주교좌가 복고될 때까지 러시아 정교회는 황실 어용종교의 신세를 면치 못했다.
현재의 러시아 정교회 신성종무원은 이 신성통치종무원과는 무관하다.

## 같이 보기
- 신성종무원